# Adamstown (Pitcairneilanden)
Adamstown is de kleinste gebiedshoofdstad ter wereld met 50 (2020) inwoners. Het ligt aan de noordkant van het eiland Pitcairn en maakt deel uit van de Pitcairneilanden die bij het Verenigd Koninkrijk behoren.

## Geschiedenis

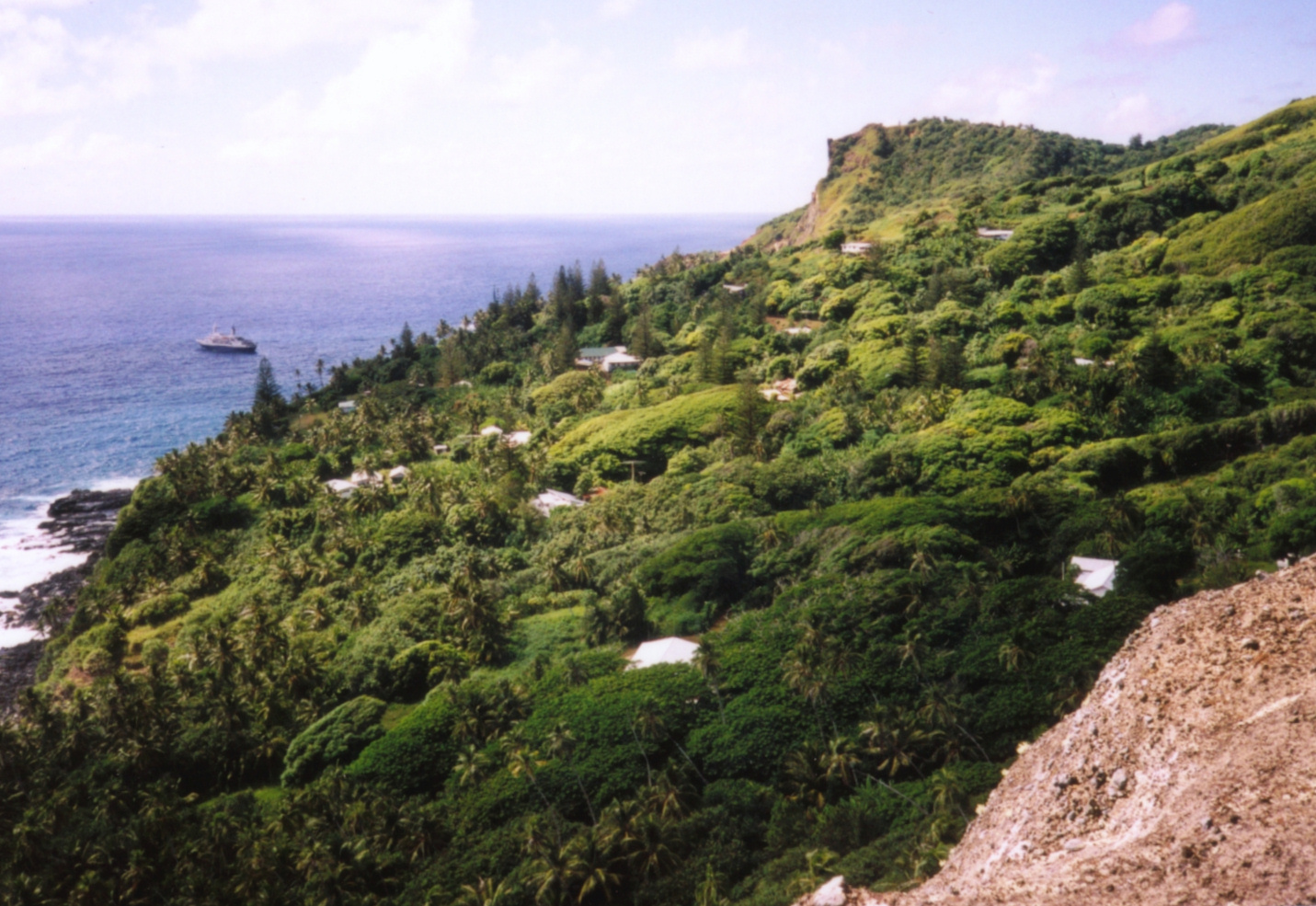
Overzicht over de 'stad'

De plaats is ontstaan toen enkele muiters van de HMS Bounty op het eiland landden met een aantal meegevoerde Tahitiaanse mannen en vrouwen. De plaats is vernoemd naar John Adams, de laatste muiter die was overgebleven in 1800 en van toen af de plaats bestuurde en het dorp zijn eigenlijke vorm gaf. Gedurende de geschiedenis werd het eiland twee keer geëvacueerd naar Tahiti en Norfolk, maar steeds keerden er bewoners terug en bleef de plaats bestaan. De bevolking nam gestaag toe en in 1937 had de plaats 233 inwoners. Daarna begon de bevolking voornamelijk door emigratie sterk af te nemen. Veel huizen in het dorp staan leeg en de bevolking vreest al een tijdje voor hun voortbestaan.
Zie ook: geschiedenis van de Pitcairneilanden

## Dagelijkse bezigheden
De bevolking houdt zich vooral bezig met landbouw, visserij, de verkoop van postzegels en het maken van miniatuurreplica's van de Bounty uit Mirohout.
Voor de visserij zijn vooral mannen nodig. Een rechtszaak in 2004 tegen een groot deel van de mannelijke bevolking (beschuldigd van seksuele wandaden) riep daarom ook veel weerstand op, omdat er bij veroordelingen een aantal mannen buiten het eiland gevangen zouden kunnen worden gezet en daarmee de toekomst van het eiland in gevaar dreigde te komen. In de veroordelingen werd daarom daarmee rekening gehouden en werden er speciaal hiervoor een aantal cellen op het eiland gebouwd en een aantal mannen kreeg taakstraffen.
De inwoners leven grotendeels volgens de wetten van de zevendedagsadventisten, hetgeen in de praktijk onder andere inhoudt dat hun rustdag op zaterdag is, er geen alcohol wordt gedronken en er geen varkensvlees wordt gegeten. Niet meer alle inwoners houden zich hier echter nog aan en het kerkbezoek is sterk afgenomen.
De bevolking heeft sterke banden met Pitcairners van buiten het eiland. In Nieuw-Zeeland, Tahiti en Australië (vooral op Norfolk) wonen veel Pitcairners. Op Norfolk wonen zelfs ongeveer 1000 afstammelingen van de muiters (voornamelijk door de emigratie vanuit Pitcairn in 1856, toen de gehele bevolking naar Norfolk werd overgebracht).
Eilanden: Ducie · Henderson · Oeno · Pitcairn · Sandy

Hoofdstad: Adamstown